# Donal O’Halloran
Donal O’Halloran (* um 1970) ist ein irischer Badmintonspieler.

## Karriere
Donal O’Halloran wurde 1993 erstmals nationaler Meister in Irland. Sechs weitere Titelgewinne folgten bis 2007. 1997 nahm er an den Badminton-Weltmeisterschaften teil.

## Sportliche Erfolge
| Saison | Veranstaltung                              | Disziplin    | Platz | Name                                |
| ------ | ------------------------------------------ | ------------ | ----- | ----------------------------------- |
| 1989   | Irland: Einzelmeisterschaften der Junioren | Mixed        | 1     | Donald O’Halloran / Joyce McInerney |
| 1993   | Irland: Einzelmeisterschaften              | Herrendoppel | 1     | Brian McGowan / Donald O’Halloran   |
| 1996   | Irland: Einzelmeisterschaften              | Herrendoppel | 1     | Mark Peard / Donald O’Halloran      |
| 1999   | Irland: Einzelmeisterschaften              | Herrendoppel | 1     | Mark Peard / Donald O’Halloran      |
| 2002   | Irland: Einzelmeisterschaften              | Mixed        | 1     | Donal O’Halloran / Bing Huang       |
| 2003   | Irland: Einzelmeisterschaften              | Mixed        | 1     | Donal O’Halloran / Keelin Fox       |
| 2005   | Irland: Einzelmeisterschaften              | Mixed        | 1     | Donal O’Halloran / Bing Huang       |
| 2007   | Irland: Einzelmeisterschaften              | Mixed        | 1     | Donal O’Halloran / Karen Bing       |